# Метровагони 81-740/741 „Русич“
81 – 740/741 „Русич“ са вагони за метрополитени, произвеждани от „Метровагонмаш“, град Митишчи, Московска област, Русия.

## История
През пролетта на 2002 г. е изготвена първата композиция от новото поколение метровагони с работното название „Скиф“, получило официалното наименование „Русич“.
През следващите няколко години – от 2002 г. до 2005 г., моделът „81 – 740/741“ се изпитва на линии на Московския метрополитен, в това число и на открито на Бутовската линия, като междувременно се отстраняват откритите несъвършенства.
През 2004 г. започват изпитанията на първата модификация 81-740А и 81-741А. На практика на първия модел се изпитват различни асинхронни двигатели. Изпитанията продължават до 2006 г.
От лятото на 2005 г. в експлоатация по линиите на Московското метро се движи вече утвърденият сериен модел 81 – 740.1 и 81 – 741.1. Неговото производство продължава до юли 2009 г., когато е заменен от новата модификация 81 – 740.4/81 – 741.4. Тя разполага с климатична инсталация в пътническата част на вагоните, повишено количество врати (по 2 бр. от двете страни на челния вагон и по 3 бр. от двете страни на междинния вагон – общо 10 врати за двусекционния челен вагон и 12 врати за двусекционния междинен вагон), повишена вместимост на пътници, интернет-връзка, по която в реално време се предава информация от камерите във влака към диспечерския пункт в online режим, монтирана е принудителна вентилация (климатик) както в кабината на машиниста, така и в пътническия салон и някои други подобрения.
През 2005 г., във връзка с разширението на Софийското метро от центъра до „Младост“, се подписва договор с Метровагонмаш от Митишчи за доставка на ново поколение метровагони. При посещението на българската делегация са представени новите модификации на серията 81 – 717 / 81 – 714, които са първите закупени през 1990 г. вагони за метрото в София. От българската страна е заявено, че не желае повече да закупува вагони от този модел. Тогава са представени вагоните от новите серии „Яуза“ и „Русич“. Избран е моделът „Русич“ – макар и по-скъп, той е оборудван с асинхронен двигател и представлява доразвит вариант на „Яуза“. Интересното е, че изборът се оказва далновиден – след производството на определено количество опитно-промишлени състави „Яуза“ е снет от производство и повече не се произвежда. На практика софийският 81 – 740.2/81 – 741.2 е модификация на вече експлоатиращия се в Московския метрополитен модел 81 – 740.1/81 – 741.1.
Вагони от тази модификация са произведени за Софийското метро през 2010 г. с индекс: 81 – 740.2Б/81 – 741.2Б.

## Описание
Технически характеристики
| №  | Параметър                                                                                                   | Тип на вагона | Тип на вагона |
| №  | Параметър                                                                                                   | 81 – 740.1    | 81 – 741.1    |
| -- | --- | ------------- | ------------- |
| 1  | Места за сядане                                                                                             | 54            | 60            |
| 2  | Максимална вместимост, души                                                                                 | 344           | 370           |
| 3  | Конструкционна скорост, km/h                                                                                | 90            | 90            |
| 4  | Максимално ускорение, m/s2                                                                                  | 1,3           | 1,3           |
| 5  | Максимално забавяне, m/s2                                                                                   | 1,1           | 1,1           |
| 6  | Величина на ускорението (забавянето) при служебен пуск и електрическа спирачка не трябва да превишава, m/s3 | 0,6           | 0,6           |
| 7  | Дължина по осите на автосцепките, mm                                                                        | 28 150        | 27 200        |
| 8  | Ширина на равнището на пода, mm                                                                             | 2700          | 2700          |
| 9  | Височина на вагона, mm                                                                                      | 5580          | 5580          |
| 10 | Маса на тарата, t                                                                                           | 47            | 46            |
| 11 | Максимално пътническо натоварване на вагона, t                                                              | 24,1          | 25,9          |
| 12 | База на вагона, mm                                                                                          | 10 500        | 10 500        |
| 13 | Номинална мощност на тяговия двигател, kW                                                                   | 170           | 170           |
| 14 | Сумарна мощност на тяговите двигатели, kW                                                                   | 680           | 680           |
| 15 | Разход на енергия без отчитане на рекуперацията, при максимално натоварване kWh/t.km, не повече от          | 62            | 62            |
| 16 | Кофициент на връщане на електроенергията в мрежата при рекуперативно забавяне, не по-малко от               | 0,35          | 0,35          |
| 17 | Показател плавност на движение, не повече от                                                                | 3,25          | 3,25          |
| 18 | Максимално статическо натоварване бруто от колоос на релсите, не повече от, t                               | 13            | 13            |

Модификация 81 – 740.3 / 81 – 741.3 на практика не е произвеждана. Тя съществува само на хартия.
Отлики от руската модификация
На практика най-същественото различие между двете модификации 81 – 740.1 / 81 – 741.1 и 81 – 740.2 / 81 – 741.2 е това, че за София метровагоните се оборудват с асинхронен двигател Hitachi (Япония). Монтирана е радиостанция „Kapsch“ (Австрия) и принудителна вентилация. Нашата модификация е с различна окраска на корпуса, докато всички руски модификации са с една и съща сива окраска. На практика каквито подобрения са правени на модификацията 81 – 740.1/81 – 741.1 (в експлоатация в Московското метро) се правят и на нашата модификация. Така например на последните 3 състава, получени през 2009 г., е монтирана климатична система „Merak“ (Испания) в кабината на машиниста.
Модификацията 81 – 740.2Б/81 – 741.2Б има повече различия в сравнение с 81 – 740.4/81 – 741.4, на базата на която е направен, използвана в руските метрополитени (в Московското метро и Казанското метро).
- Окраската продължава да бъде различна от оригиналната.
- И тази модификация е с асинхронен двигател Hitachi (Япония).
- Не са монтирани камери в пътническия салон.
- На нашата модификация отсъства и интернет-връзката, предаваща информацията от камерите към диспечерския пункт в онлайн режим.
- Съставите са оборудвани с противопожарна защита (АСОТП „Игла-М5.К“), докато на съставите за вътрешна употреба е установена версия (АСОТП „Игла-М5.К-Т“)
- При изработката на талигите е изпробван нов модел с шумопоглъщащи накладки.
- Външното покритие на вагоните е изработено съгласно европейските изисквания, с използването на бои на водна основа и антивандалско покритие.
- Вътрешните стени на салона също са покрити с антивандалско покритие.
- Започвайки от вагони с номера 2053 и 6027, вертикалните дръжки в салона срещу вратите се монтират от завода-производител.

## Експлоатация
За София се произвеждат стандартни 3-вагонни композиции, като дължината на локомотива е 28 175 mm, а тази на вагона – 27 225 mm. Дължината на 3-вагонната композиция е 83 575 mm. Вагоните са двусекционни, съединени с гъвкава връзка.
Тези вагони се експлоатират в Московското метро (Кръгова линия, Арбатско-Покровска линия, Бутовска линия) и в Казанското метро.
- Мотриса 81 – 740.2Б Русич
- Мотриса 81 – 740.2Б Русич
- Мотриса 81 – 740.2Б Русич
- Мотриса 81 – 740.4 Русич в Москва на станция Арбатская
- Мотриса 81 – 740 Русич Акварел
- Мотриса 81 – 740.2Б Русич
- Мотриса 81 – 740.2Б Русич салон